# Rivellia fusca
Rivellia fusca är en tvåvingeart som först beskrevs av Thomson 1869.  Rivellia fusca ingår i släktet Rivellia och familjen bredmunsflugor. Inga underarter finns listade i Catalogue of Life.